# 津峯神社
津峯神社（つのみねじんじゃ）は、徳島県阿南市の津乃峰山山頂にある神社である。式内社で、旧社格は郷社。現在は神社本庁の別表神社。
漁師や船舶・交通関係者の信仰を集めている。津峯神社、大麻比古神社（鳴門市）、二ノ宮八幡神社（名西郡神山町）の例大祭を「阿波の三大祭り」と呼ぶことがある。

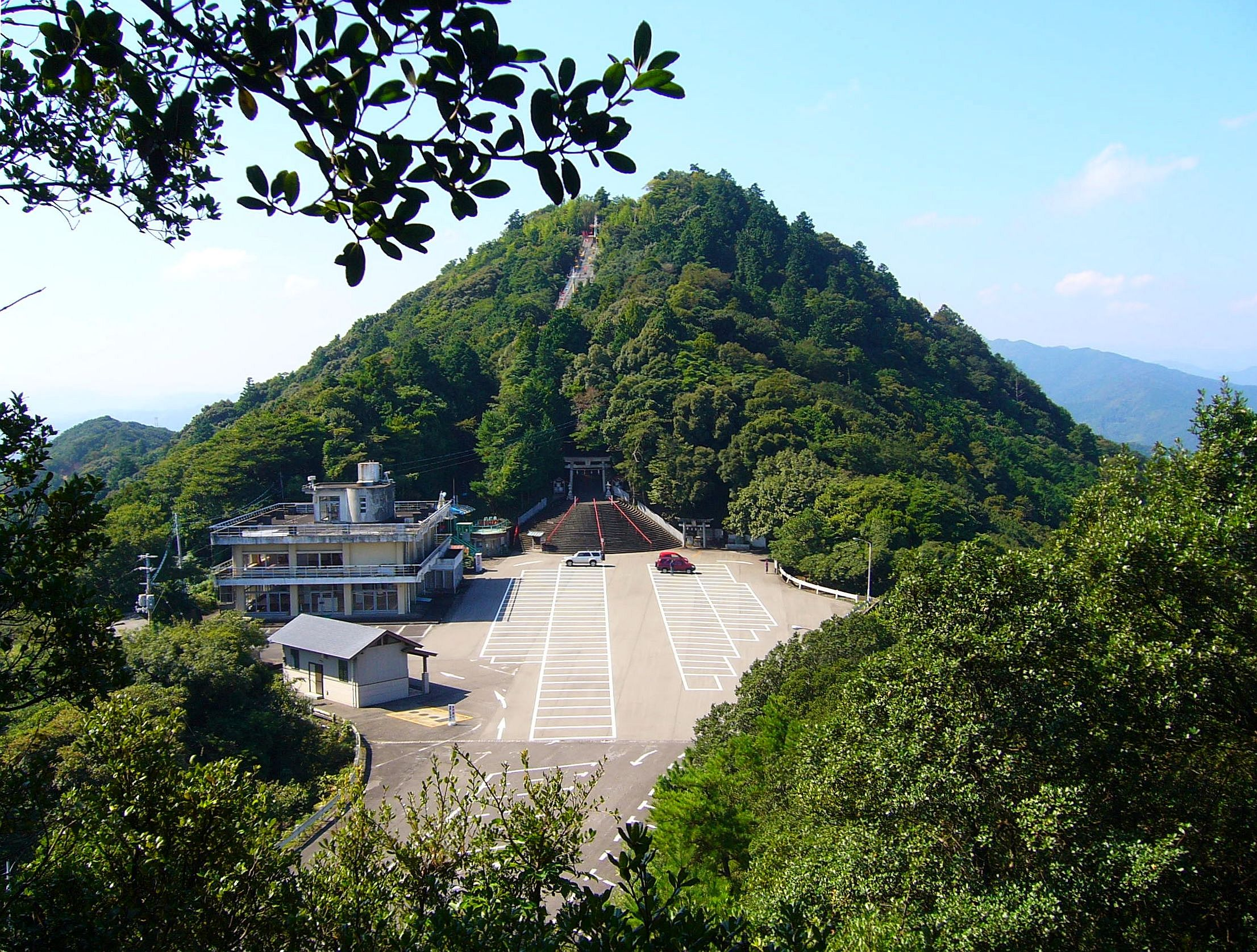
津乃峰山の山頂部 中央に津峯神社の鳥居が見える

## 祭神
- 賀志波比売大神（かしはひめのおおかみ）
- 大山祇大神（おおやまつみのおおかみ）

賀志波比売命を主祭神とし、相殿に大山祇命を祀る。開運延命・病気平瘉・海上安全の神として信仰される。賀志波比売大神は主として人の寿命を司り、一日に一人の命を助けるという。
境内社の恵比須大神は「阿波の七福神」の一つ。

## 歴史
社伝では、神亀元年（724年）、神託により、国家鎮護・延命長寿の神として賀志波比賣命を霊山・津乃峰山の山頂に祀ったのに始まると伝える。延喜式神名帳には「阿波国那賀郡 賀志波比売神社」と記載されている。忌部氏が社殿を再建した。津乃峰山には大小の洞窟があり、かつては断食参篭の行場であった。
中世に入って細川頼之や三好長慶も深く帰依したが、天正年間に長曾我部元親の阿波侵攻による兵火で焼失した。
阿波国主蜂須賀家が守護神として崇敬した。歴代蜂須賀家の家運長久を祈願し、富岡城主鹿島家と共に正月に参拝祈願をしていた。
1946年（昭和21年）の南海地震で倒壊したあと再建された。1950年（昭和25年）、神社本庁の別表神社に加列された。

## 主要建物
- 本殿
- 幣殿
- 拝殿
- 末社津峯事代主神社
- 神符授与所
- 斎館
- 社務所
- 祓所

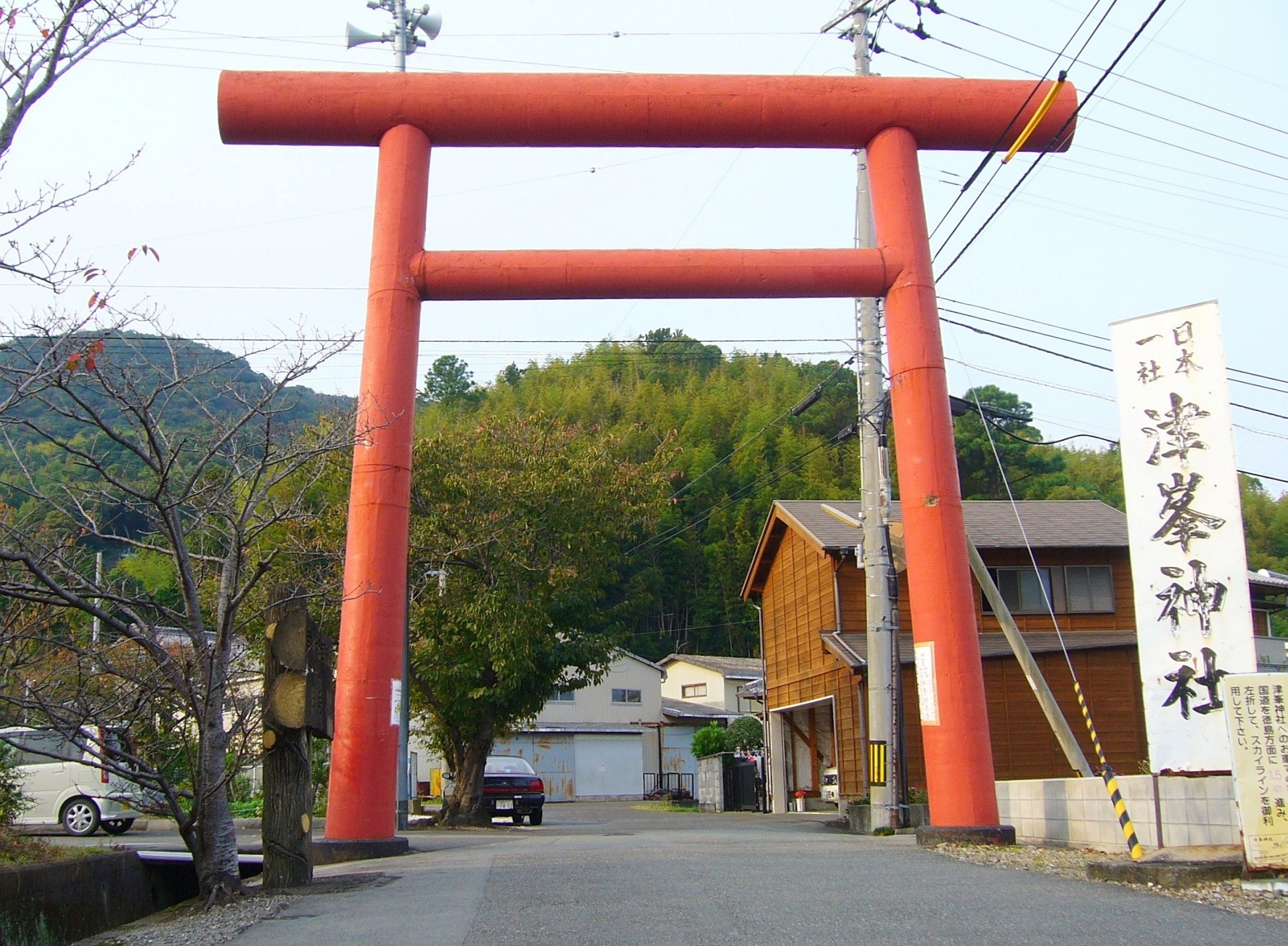
大鳥居

※この主要建物は改定徳島県神社誌を参照

## 賀志波比売神社
津乃峰山の麓の阿南市見能林町柏野22にも、賀志波比売命を祀る賀志波比売神社がある。現在は見能方町の八幡神社の境外社とされている。社伝では、賀志波比売命が最初に祀られた地であり、その後、賀志波比売命は人々の希望により津乃峰山山頂に遷座したが、元の鎮座地にも祠が残されたものと伝え、当社が「津峯神社の本宮」であるとしている。
後に近くの見能方八幡神社に合祀された。1952年（昭和27年）、賀志波比売神社の社地の大部分が市に提供されて保育所が建設され、神社の社殿は敷地の北西隅に遷されていた。1988年（昭和63年）に保育所が移転したのに伴い、元の境内が神社に返還され、1990年（平成2年）に新社殿が造営された。

## 主な祭事
- 1月1日：歳旦祭
- 旧7日：初祭・祈年祭
- 2月11日：紀元祭
- 春分の日：春季皇霊殿遙拝式
- 4月3日：桜まつり
  - 延命餅投、捧餅競技（子ども・女子・男子の部）
- 4月17日・18日：春季大祭　太々神楽祭
- 4月29日：昭和祭
- 6月30日：茅の輪くぐり・大祓式・悪病災難除祈願祭
- 旧8月15日：観月祭（中秋の名月）
- 秋分の日：秋季皇霊殿遙拝式
- 11月：七五三詣り
- 11月3日：文化祭
- 11月17日・18日：秋季例大祭
  - 例祭式、阿南相撲大会津峯場所、捧餅競技（子ども・女子・男子の部）、神幸式（御輿渡御）、延命餅投
- 11月23日：新嘗祭
- 12月23日：天長祭
- 12月31日：大祓式・延命長寿厄除開運星祭・除夜祭

※毎月17日：月並祭
※この祭事情報は津峯神社ウェブサイトを参照。

### 捧餅競技
桜まつりと秋季例大祭では、子ども・女子・男子の部毎に、大三宝に乗せた大鏡餅を持ち上げて土俵を回る捧餅競技が行われている。

## 現地情報
所在地
- 徳島県阿南市津乃峰町東分343

交通アクセス
- 自動車

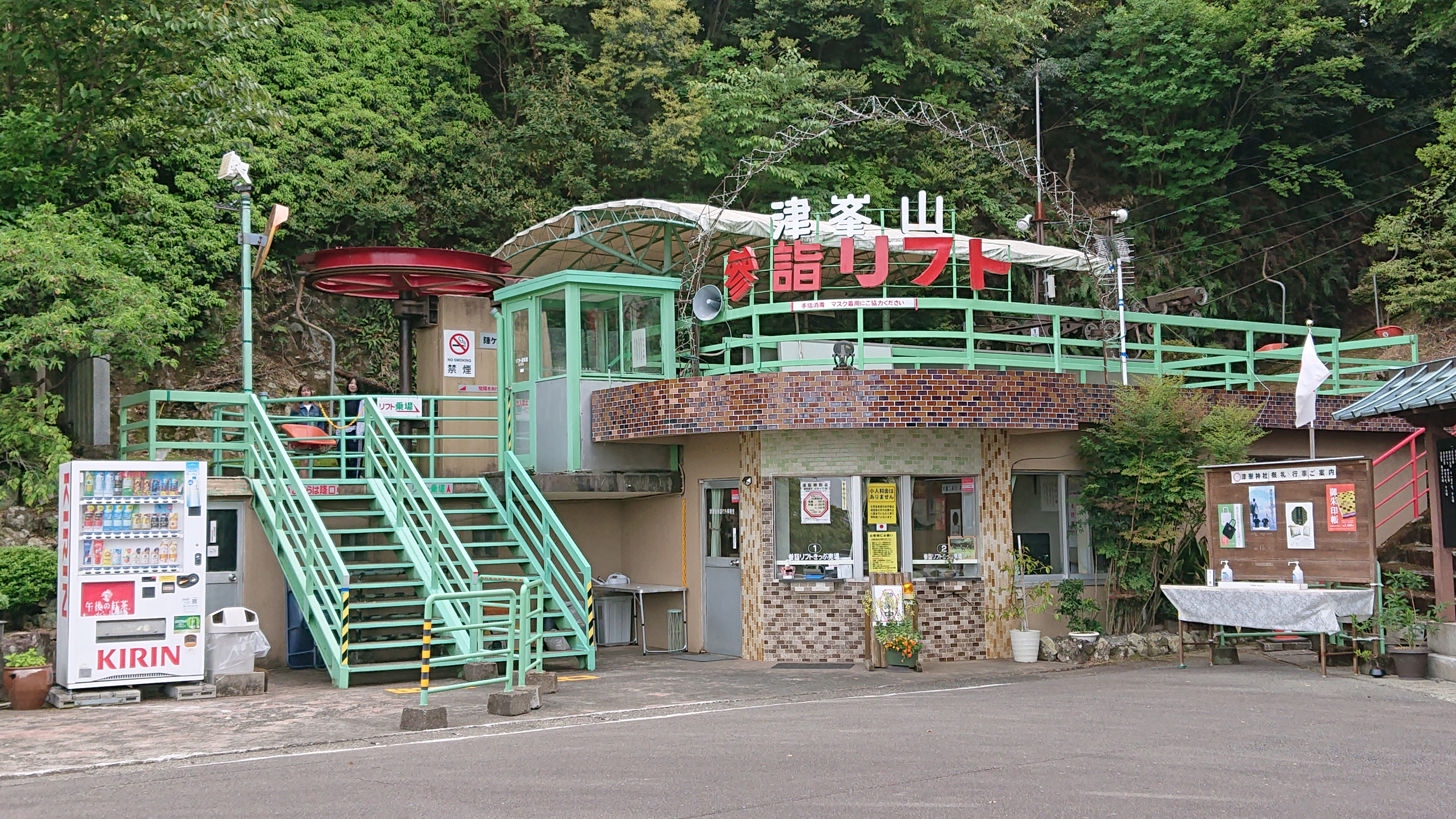
参詣リフト乗り場

  - 8合目までは津峯スカイラインが通っており、8合目に250台駐車可能な駐車場がある。駐車場からは300段程の石段か参詣リフトを利用する。

- 徒歩
  - 登山ルートあり